# Maison-Rouge
Maison-Rouge és un municipi francès, situat al departament de Sena i Marne i a la regió de Illa de França. L'any 2007 tenia 795 habitants.
Forma part del cantó de Provins, del districte de Provins i de la Comunitat de comunes del Provinois.

## Demografia

### Població
El 2007 la població de fet de Maison-Rouge era de 795 persones. Hi havia 256 famílies, de les quals 47 eren unipersonals (18 homes vivint sols i 29 dones vivint soles), 51 parelles sense fills, 132 parelles amb fills i 26 famílies monoparentals amb fills.
La població ha evolucionat segons el següent gràfic:
Habitants censats

### Habitatges
El 2007 hi havia 308 habitatges, 268 eren l'habitatge principal de la família, 12 eren segones residències i 28 estaven desocupats. 279 eren cases i 27 eren apartaments. Dels 268 habitatges principals, 230 estaven ocupats pels seus propietaris, 35 estaven llogats i ocupats pels llogaters i 4 estaven cedits a títol gratuït; 5 tenien una cambra, 7 en tenien dues, 28 en tenien tres, 63 en tenien quatre i 165 en tenien cinc o més. 214 habitatges disposaven pel capbaix d'una plaça de pàrquing. A 91 habitatges hi havia un automòbil i a 162 n'hi havia dos o més.

### Piràmide de població
La piràmide de població per edats i sexe el 2009 era:
| Homes | Edats   | Dones |
| ----- | ------- | ----- |
| 0     | 95 o +  | 0     |
| 0     | 90 a 94 | 0     |
| 0     | 85 a 89 | 20    |
| 0     | 80 a 84 | 0     |
| 16    | 75 a 79 | 28    |
| 8     | 70 a 74 | 0     |
| 12    | 65 a 69 | 16    |
| 8     | 60 a 64 | 8     |
| 12    | 55 a 59 | 20    |
| 16    | 50 a 54 | 28    |
| 48    | 45 a 49 | 20    |
| 32    | 40 a 44 | 36    |
| 36    | 35 a 39 | 28    |
| 4     | 30 a 34 | 24    |
| 12    | 25 a 29 | 8     |
| 20    | 20 a 24 | 12    |
| 36    | 15 a 19 | 36    |
| 36    | 10 a 14 | 40    |
| 36    | 5 a 9   | 28    |
| 16    | 0 a 4   | 32    |

## Economia
El 2007 la població en edat de treballar era de 545 persones, 418 eren actives i 127 eren inactives. De les 418 persones actives 371 estaven ocupades (204 homes i 167 dones) i 47 estaven aturades (27 homes i 20 dones). De les 127 persones inactives 36 estaven jubilades, 54 estaven estudiant i 37 estaven classificades com a «altres inactius».

### Ingressos
El 2009 a Maison-Rouge hi havia 287 unitats fiscals que integraven 868 persones, la mediana anual d'ingressos fiscals per persona era de 19.224 €.

### Activitats econòmiques
Dels 31 establiments que hi havia el 2007, 1 era d'una empresa alimentària, 1 d'una empresa de fabricació de material elèctric, 2 d'empreses de fabricació d'altres productes industrials, 9 d'empreses de construcció, 10 d'empreses de comerç i reparació d'automòbils, 1 d'una empresa de transport, 2 d'empreses d'hostatgeria i restauració, 2 d'empreses immobiliàries, 2 d'empreses de serveis i 1 d'una empresa classificada com a «altres activitats de serveis».
Dels 14 establiments de servei als particulars que hi havia el 2009, 1 era una oficina de correu, 3 tallers de reparació d'automòbils i de material agrícola, 3 paletes, 1 guixaire pintor, 2 fusteries, 2 electricistes i 2 agències immobiliàries.
L'únic establiment comercial que hi havia el 2009 era una fleca.
L'any 2000 a Maison-Rouge hi havia 12 explotacions agrícoles que ocupaven un total de 1.992 hectàrees.

## Equipaments sanitaris i escolars
El 2009 hi havia una escola elemental integrada dins d'un grup escolar amb les comunes properes formant una escola dispersa.

## Poblacions més properes
El següent diagrama mostra les poblacions més properes.